# Friedrich Eisenbrand
Friedrich Eisenbrand (Quierschied, Sarre, 3 de julho de 1971) é um matemático e cientista da computação alemão.
Trabalha com matemática discreta algorítmica. Eisenbrand estudou matemática e informática na Universidade do Sarre, onde obteve em 1997 o diploma em informática (Factor Refinement in Quadratischen Zahlkörpern), com doutorado em 2000 no Instituto Max Planck de Informática, orientado por Alexander Bockmayr, com a tese Gomory-Chvátal cutting planes and the elementary closure of polyhedra. Sua tese, que resolveu um problema posto quinze anos antes por Alexander Schrijver, foi reconhecida com a Medalha Otto Hahn da Sociedade Max Planck. Trabalhou depois em Saarbrücken no Instituto Max Planck de Informática, onde obteve a habilitação em 2003. Em 2004 foi professor visitante no Instituto de Tecnologia da Índia em Delhi. Em 2005 foi professor de informática na Universidade Técnica de Dortmund e de 2006 a 2008 foi professor ordinário de matemática (cátedra de otimização discreta) na Universidade de Paderborn. Desde 2008 é professor da Escola Politécnica Federal de Lausane (EPFL).
Em 2004 recebeu o Prêmio Heinz Maier-Leibnitz da DFG. Em 2014 será um conferencista convidado do Congresso Internacional de Matemáticos em Seul.